# 中国人民解放军联勤保障部队大连康复疗养中心
中国人民解放军大连疗养院，位于辽宁省大连市，隶属沈阳联勤保障中心。

## 简介
中国人民解放军大连疗养院创建于1952年8月，名称先后为中国人民解放军东北军区大连疗养院、中国人民志愿军大连疗养院、中国人民解放军第八七疗养院、中国人民解放军沈阳军区大连第一疗养院。2004年12月改称中国人民解放军沈阳军区大连疗养院，是全军最早建立并且在当时仍保持的3个正师级疗养院之一。2016年，在深化国防和军队改革中，由中国人民解放军沈阳军区转隶沈阳联勤保障中心，更名中国人民解放军大连疗养院。
党和国家领导人刘少奇、周恩来、朱德、邓小平等人以及军队高级将领刘伯承、贺龙、徐向前、聂荣臻等人还有苏联元帅朱可夫都曾在该疗养院疗养。徐海东大将在该疗养院疗养十年，毛泽东亲自为其题词“静养”。在体制编制调整以后，该疗养院从原先单纯以疗养为主拓展为集疗养、医疗、教学、训练为一体的综合性卫勤保障单位。2016年改革前，该疗养院有全军专科中心和基地8个，其中包括全军软组织伤病康复中心、全军神经系统疾病康复中心、全军心理卫生服务中心、全军疗养康复护理培训基地、全军卫生信息技术基地、全军高科技创新人才带教导师疗养基地、军队医疗保健系统心理咨询师培训基地，以及中华人民共和国全国首批健康管理示范基地等。
2016年改革前，疗养院下辖桃源、小平岛、傅家庄三个疗养区，以及第四〇六、第二一五、傅家庄三所医院，共6个团级单位：
- 桃源疗养区：位于大连市文化街87号。前身是中国人民解放军沈阳军区大连第一疗养院，建于1952年8月1日，是全军最早建立的3所正师职疗养院之一。2004年疗养院机关迁至傅家庄，同年12月28日桃源疗养区正式命名成立。历史上曾接待刘少奇、周恩来、邓小平、彭德怀等领导疗养，曾保障参战和演习部队官兵、抗洪英模、援京抗“非典”医疗队、“神舟十号”参试人员、边海防部队军官、师以上离退休及在职干部疗养10余万人。桃源疗养区成立后，主要承担全军师职以上干部疗养和科技干部疗养任务[4]。
- 小平岛疗养区：位于大连市高新技术产业园区小平岛，前身为南满洲保养院，始建于1927年，1932年完工，由德国人设计，日本人组织施工。1945年日本投降后，由苏联红军接管，改为苏联河口军官休养院。1955年由中国人民解放军接管，并正式成立中国人民解放军小平岛疗养院，此后先后改编为中国人民解放军第八五疗养院、中国人民解放军第二三九医院、中国人民解放军沈阳军区大连第三疗养院、中国人民解放军沈阳军区大连第二疗养院。2005年整编为中国人民解放军沈阳军区大连疗养院小平岛疗养区。历史上曾接待周恩来、邓颖超、宋庆龄、林伯渠、彭德怀、贺龙、叶剑英、徐向前、聂荣臻、罗瑞卿、邓华、李贞、蔡畅、何香凝、丁玲等100多位领导以及苏联元帅朱可夫疗养[4]。
- 傅家庄疗养区：位于大连市西岗区傅家庄风景区，前身是中国人民解放军第七疗养院，中国人民解放军沈阳军区大连疗养院直属疗区，主要承担全军团以上干部疗养任务。2016年改革前，设有全军医学专科中心1个（全军软组织伤痛康复中心），军区级中心1个（大连疗养院健康管理中心）。历史上曾接待刘少奇、周恩来、朱德、邓小平、彭德怀、刘伯承、贺龙、叶剑英、徐向前、聂荣臻、徐海东等领导疗养，曾保障参战部队军官、抗洪英模、援京抗“非典”医疗队、“神舟九号”航天员等疗养[4]。
- 中国人民解放军第四〇六医院：1955年组建，三级甲等医院，是军队综合性医院，中华人民共和国卫生部指定“爱婴医院”[4]。
- 中国人民解放军第二一五医院：1954年12月，第二十九军三分院、第三十九军一个医疗所的医务人员，与大连公安总队医院合并，组成中国人民解放军第二一五医院。2016年改革前，是沈阳站区唯一的精神心理疾病治疗专科医院，是全军心理卫生服务中心，沈阳军区精神疾病防治中心和心理教育培训基地[4]。
- 中国人民解放军大连疗养院傅家庄医院：原为中国人民解放军第二一四医院，是以康复为特色的综合性治疗医院。该院康复医学中心和干部健康体验中心为军队重点建设学科。该院康复医学中心是全军神经系统康复中心，也是中华人民共和国最早成立的康复医学中心之一[4]。